# Wifama Łódź
Wifama Łódź – polski klub siatkarski powstały 26 maja 1978 przy Zakładach Mechanicznych „Wifama” w wyniku przekazania sekcji piłki siatkowej łódzkiej Anilany. W 1986 siatkarze Wifamy awansowali do Ekstraklasy. W 1991 zespół seniorów został rozwiązany.